# 棉花糖实验
斯坦福棉花糖实验（Stanford Marshmallow Experiment）是斯坦福大学沃爾特·米歇爾博士1966年到1970年代早期在幼儿园进行的有关自制力的一系列心理学经典实验。在这些实验中，小孩子可以选择一份奖励（有时是棉花糖，也可以是餅乾、巧克力等等），或者选择等待一段时间直到实验者返回房间（通常为15分钟），而得到两份奖励。
在后来的研究中，研究者发现能为偏爱的奖励坚持忍耐更长时间的小孩通常具有更好的人生表现，如更好的SAT成绩、教育成就、身体质量指数，以及其他指标。然而现在有疑问提出，自制力，而非战略策划能力（strategic reasoning），是否是影响行为的因素之一。可是沒吃掉獎勵的人，通常都比吃掉的成功，因為他們都能克制自己，因此自制能力很強。

## 实验过程
最初实验的原型是在特立尼达岛上，Mischel注意到生活在这个岛上的不同族裔彼此拥有对比鲜明的行为模式，尤其在鲁莽，自制，以及获得快乐的能力上。在这个小实验中（样本总量N=53），当地的一个学校里一些7-9岁的孩子（35个非洲族裔，18个印第安族裔）可以选择立刻得到一颗糖果或者一周后得到10颗糖果。Mischel记录到族裔间和年龄间的显著行为差异，而社会经济差异因素在该实验中则未显示出显著影响。 
非洲族裔的孩子通常没有父亲（而在印第安族裔中很少发生），这一变量显示出与延迟满足强烈的相关性；来自完整家庭的孩子通常表现出更强的延迟能力。
沃尔特·米歇尔先后把六百多名幼儿园斯坦福大学附属托儿所进行了这个实验。只有30%的孩子坚持了15分钟。

## 评价
实验的评估标准首先可能受到质疑，一个SAT分数优异、人际关系活跃的学生，难以判定必定比分数略低、人际交往较少的学生更加优秀。侧重感知的人群较侧重规划、改变的人群，通常更善于理解事物，因此显性标准（事业成就等）可能难以体现这一差异。

## 外部連結
- The New Yorker 关于斯坦福棉花糖实验的文章：The Secret of Self-Control （页面存档备份，存于）